# Changchun
Changchun (en chino simplificado, 长春; pinyin, Chángchūn) es una subprovincia y la capital de la provincia de Jilin en la República Popular China. Entre 1932 y 1945 la ciudad fue renombrada Hsinking y se convirtió en la capital del estado títere japonés de Manchukuo. Después de la fundación de la República Popular China, en 1954 Changchun se convirtió en la capital de la provincia de Jilin.
Tiene una población total de siete millones y medio de habitantes (2011) y ocupa un área de 20 604 km². En la ciudad conviven más de treinta etnias diferentes, entre las que destacan los han, hui, manchúes y mongoles. La ciudad fue sede de los Juegos Asiáticos de Invierno de 2007. Conocida como la Ciudad del Automóvil de China, Changchun es una base industrial importante, en particular del sector del automóvil.

## Administración
La subprovincia de Changchun se divide en 10 entes territoriales que se administran en; 6 distritos urbanos, 3 ciudades satélites y 1 condado.
- Distrito Chaoyang (朝阳区), Sede de gobierno.
- Distrito Nanguan (南关区)
- Distrito Kuancheng (宽城区)
- Distrito Erdao (二道区)
- Distrito Luyuan (绿园区)
- Distrito Shuangyang (双阳区)
- Ciudad Dehui (德惠市)
- Distrito Jiutai (九台区)
- Ciudad Yushu (榆树市)
- Condado Nong'an (农安县)

## Historia
Changchun se estableció inicialmente por decreto imperial como un pequeño puesto comercial y fronterizo durante el reinado del emperador Jiaqing de la dinastía Qing. Las principales actividades comerciales eran las pieles y otros productos naturales durante este periodo. En 1800, el emperador Jiaqing seleccionó un pequeño pueblo en la orilla este del río Yitong y la llamó Changchun Ting.
Al final del siglo XVIII campesinos de las provincias superpobladas de Shandong y Hebei comenzaron a instalarse en la región. En 1889, el pueblo fue promovido a estatus de ciudad conocida como Changchun Fu.

### Era del ferrocarril

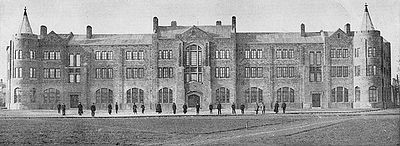
Sede del Ferrocarril del sur de Manchuria en Changchun

En mayo de 1898, Changchun consiguió su primera estación de ferrocarril, situada en Kuancheng, parte del ferrocarril de Harbin a Lüshun (la rama meridional del ferrocarril del este de China), propiedad del Imperio ruso. La ciudad servía de enlace con la otra línea de ferrocarril, la Ferrocarril del Sur de Manchuria propiedad de los japoneses.
Después de la pérdida de la sección meridional de esta rama, como resultado de la guerra ruso-japonesa de 1904-1905, la estación Kuancheng (Kuanchengtze, en la ortografía contemporánea) de Rusia se convirtió en la última estación rusa en esta rama. La siguiente estación a poca distancia al sur —la nueva estación "japonesa" de Changchun— se convirtió en la primera estación del Ferrocarril del Sur de Manchuria, que ahora posee todas las vías que discurren más al sur, a Lüshun, y fueron recalibradas al ancho de vía estándar (después de un corto período de uso de la vía estrecha japonesa de 1067 mm durante la guerra).
Un acuerdo especial ruso-japonés en 1907 hizo que las vías de ancho rusas continuasen desde la estación "rusa" de Kuancheng a la "japonesa" de Changchun, y viceversa, las vías del "calibre adaptado por el Ferrocarril del Sur de Manchuria" (es decir, el ancho de vía estándar) continuarían de la estación de Changchun a la estación de Kuancheng.
Entre 1910 y 1911 se produjo en los alrededores de la Manchuria una epidemia de peste neumónica. Fue el brote más grave de la historia registrado de peste neumónica, que se propagó a través del ferrocarril Transmanchuriano desde el puerto de comercio fronterizo de Manzhouli. Esto resultó ser el comienzo de la gran pandemia de peste neumónica de Manchuria y Mongolia, que en última instancia se cobró 60 000 víctimas.
En 1932 la ciudad se convirtió en capital de Manchukuo, Estado títere de Japón y donde vivía el que fue conocido como "Último emperador de China": Puyi. Durante este periodo la ciudad se convirtió en una urbe moderna.

### Segunda Guerra Mundial y Guerra de Liberación
En agosto de 1945 la ciudad fue ocupada por las tropas soviéticas, que estuvieron en ella hasta abril de 1946, desmantelaron las fábricas y se hicieron con un botín compuesto por todos los materiales y máquinas posibles para después demoler todas las instalaciones industriales. Al abandonar la ciudad los nacionalistas se hicieron con el control de la ciudad.
En mayo de 1948, durante la llamada por el Partido Comunista Chino guerra de liberación; la ciudad fue sitiada por el Ejército Popular de Liberación al mando de Lin Biao que dio a la semana de comenzar el asedio la orden de transformar <<Changchun en una ciudad de muerte>>. Durante el asedio, cinco meses, muriendo más de 160000 personas entre civiles y militares.
Lin Biao aposto soldados cada cincuenta metros, un total de 200.000, alrededor de la ciudad y escribió a Mao Ze Dong:

No permitimos que los refugiados se marchen y los exhortamos a volver sobre sus pasos. Al principio, este método era muy efectivo, pero luego la hambruna se agravó y los civiles hambrientos abandonan la ciudad en rebaño a todas horas del día y de la noche, y cuando los rechazamos empezaron a agruparse en el área que media entre nuestras tropas y las del enemigo.

Muy pocos lograron pasar las líneas comunistas y una vez fuera los nacionalistas no les permitían volver a la ciudad por lo que pronto se formó entre ambos ejércitos una tierra de nadie que se llenó de bandidos. Llegó a haber unos 150.000 civiles entre ambas líneas
El teniente del ejército de liberación Zhang Zhenglong que documentó el asedio escribió: <<Changchun fue como Hiroshima. La mortandad fue aproximadamente la misma. Hiroshima duró nueve segundos. Changchun, cinco meses>>.

### Mapas

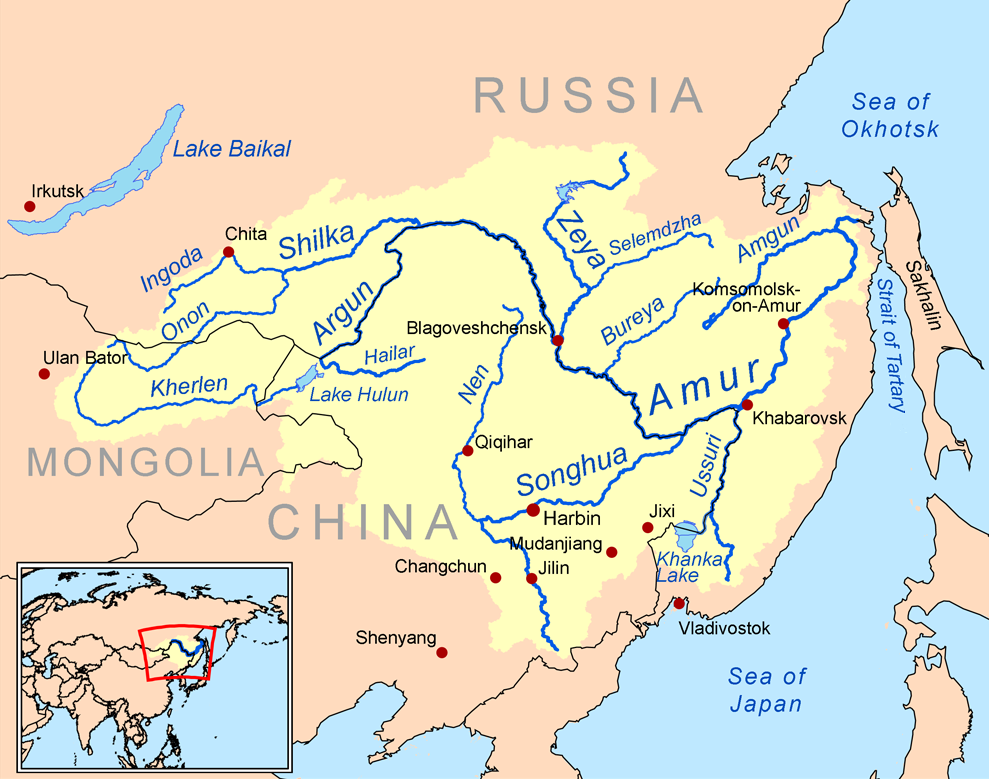
Changchún en mapa del río Amur
Changchún (Чанчунь) en mapa del Amur
Changchún en mapa del ferr. Transmanchuriano

## Geografía
Changchun se encuentra en la porción media de la llanura del noreste de China. Su área municipal se encuentra en la latitud 43 ° 05'-45 ° 15 'N y la longitud 124 ° 18'-127 ° 02' E. La superficie total del municipio de Changchun es de 20,571 km², incluidas las áreas metropolitanas de 2 583 km², y una área propia de la ciudad de 159 km². La ciudad está situada en una elevación moderada, que oscila entre 250 y 350 metros dentro de su región administrativa. En la parte este de la ciudad, se encuentra una pequeña área de montañas bajas. La ciudad también está situada en el punto de entrecruzamiento del tercer "puente continental Europa-Asia" de este a oeste. La prefectura de Changchun está salpicada de 222 ríos y lagos. El río Yitong, un pequeño afluente del río Songhua, atraviesa la ciudad propiamente dicha.

### Clima
Changchun está en el medio de la llanura del noroeste de China a 222 m s. n. m., con un horizonte donde se asoman algunos pequeños cerros.
Los inviernos son largos desde noviembre a marzo y son fríos y ventosos pero secos, debido a la influencia del anticiclón de Siberia, enero con una media de −15 °C. La primavera y el otoño son de periodos cortos con algunas lluvias, pero usualmente seco y ventoso. Los veranos son calientes y húmedos, julio con 23 °C. La nieve es leve en el invierno. Las lluvias van de junio a agosto. Un año tiene 2600 horas de sol.
El clima es semihúmedo, con una media anual de temperatura de 8 °C. La ciudad está libre de hielo durante 150 días al año. Changchun fue la sede de los Juegos Asiáticos de Invierno de 2007.
| Parámetros climáticos promedio de Changchun | Parámetros climáticos promedio de Changchun | Parámetros climáticos promedio de Changchun | Parámetros climáticos promedio de Changchun | Parámetros climáticos promedio de Changchun | Parámetros climáticos promedio de Changchun | Parámetros climáticos promedio de Changchun | Parámetros climáticos promedio de Changchun | Parámetros climáticos promedio de Changchun | Parámetros climáticos promedio de Changchun | Parámetros climáticos promedio de Changchun | Parámetros climáticos promedio de Changchun | Parámetros climáticos promedio de Changchun | Parámetros climáticos promedio de Changchun |
| Mes                                         | Ene.                                        | Feb.                                        | Mar.                                        | Abr.                                        | May.                                        | Jun.                                        | Jul.                                        | Ago.                                        | Sep.                                        | Oct.                                        | Nov.                                        | Dic.                                        | Anual                                       |
| ------------------------------------------- | ------------------------------------------- | ------------------------------------------- | ------------------------------------------- | ------------------------------------------- | ------------------------------------------- | ------------------------------------------- | ------------------------------------------- | ------------------------------------------- | ------------------------------------------- | ------------------------------------------- | ------------------------------------------- | ------------------------------------------- | ------------------------------------------- |
| Temp. máx. media (°C)                       | −5.9                                        | −2.5                                        | 9.3                                         | 19.2                                        | 24.9                                        | 30.8                                        | 33.9                                        | 31.7                                        | 26.1                                        | 18.8                                        | 7.0                                         | −1.8                                        | 16                                          |
| Temp. mín. media (°C)                       | −19.7                                       | −15.8                                       | −3.5                                        | 5.7                                         | 14.4                                        | 18.9                                        | 23.9                                        | 21.0                                        | 14.6                                        | 4.9                                         | −7.8                                        | −16.0                                       | 3.4                                         |
| Precipitación total (mm)                    | 3.2                                         | 4.5                                         | 12.3                                        | 21.9                                        | 49.9                                        | 99.7                                        | 161.1                                       | 121.6                                       | 51.9                                        | 28.9                                        | 10.3                                        | 5.0                                         | 570.4                                       |
| Días de precipitaciones (≥ 0.1 mm)          | 3.7                                         | 4.6                                         | 5.5                                         | 7.1                                         | 9.8                                         | 13.6                                        | 15.4                                        | 12.4                                        | 8.8                                         | 6.7                                         | 5.7                                         | 5.4                                         | 98.7                                        |
| Horas de sol                                | 188.5                                       | 195.3                                       | 239.2                                       | 241.3                                       | 261.2                                       | 247.6                                       | 220.3                                       | 235.2                                       | 234.8                                       | 214.3                                       | 174.6                                       | 164.3                                       | 2616.7                                      |
| Humedad relativa (%)                        | 66                                          | 61                                          | 53                                          | 49                                          | 51                                          | 65                                          | 78                                          | 79                                          | 69                                          | 61                                          | 63                                          | 66                                          | 63.4                                        |
| Fuente: China Meteorological Administration |                                             |                                             |                                             |                                             |                                             |                                             |                                             |                                             |                                             |                                             |                                             |                                             |                                             |

## Economía
En la ciudad están ubicadas diversas industrias automovilísticas que la han convertido en el centro de este ramo en el país. En Changchun se fabrican también vagones de ferrocarril y locomotoras. A finales de los años 50 se descubrieron cerca de Changchun algunos pozos de petróleo que ayudaron al rápido desarrollo económico de la ciudad.

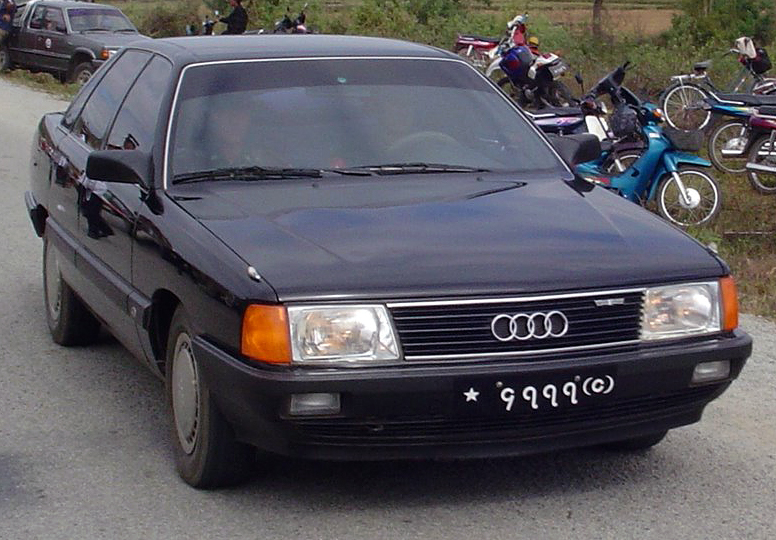
Un Audi 100 construido por FAW

Las industrias líderes de la ciudad son la producción de automóviles, procesamiento de productos agrícolas, biofarmacéuticos, fotoelectrónica, materiales de construcción y la industria energética. Changchun es el principal productor de automóviles, así como centro de investigación y desarrollo en China, con una producción del 9 por ciento de los automóviles del país en 2009. Changchun tiene el mayor productor de vehículos de China, el Grupo FAW (First Automobile Works), que manufacturó el primer coche chino en 1956. Las fábricas del fabricante y los servicios de habitación asociados ocupan una porción importante de la parte final del suroeste de la ciudad. Algunas marcas específicas que se producen en Changchun son la marca de lujo Red Flag, así como las sociedades conjuntas con Audi, Volkswagen y Toyota. En 2012, FAW vendió 2.65 millones de unidades de automóviles. Las ganancias por ventas de FAW alcanzaron los 408.46 miles de millones de RMB, representando un incremento anual de 10.8%. Como pedestal en la industria automotriz, uno de los apodos más conocidos de Changchun es La Detroit de China.

Cine
Changchun Film Studio fue uno de los primeros estudio cinematográfico del país. Es elogiada como la cuna de la industria cinematográfica y la ciudad filme de China. Durante decenas de años, un gran número de excelentes películas nacionales y películas dobladas se produjeron aquí, y ganó fama, tanto en casa como en el extranjero.
Aeropuerto
El aeropuerto de la ciudad es el Changchun Longjia (长春龙嘉国际机场) y está ubicado a 32 km al noroeste del centro de Changchun y a 76 km al noreste de la Ciudad de Jilin. La licitación del aeropuerto salió en 1998, comenzó a construirse el 29 de mayo de 2003 y comenzó a operar el 27 de agosto de 2005. El nombre Longjia (龙嘉) es por el poblado más cercano y literalmente significa Dragón Afortunado, dado por Zhu Rongji un  ingeniero y político chino.
El aeropuerto estaba destinado a reemplazar las operaciones del antiguo aeropuerto Changchun Dafangshen (长春大房身机场), que fue construido en 1941 por los japoneses en el gobierno de Manchukuo.
Zonas de desarrollo
Para abrirle paso a las inversiones extranjeras la ciudad cuenta con cierta áreas especiales llamadas zonas de desarrollo económico y tecnológico:
- Changchun High Technology D
- Changchun Economic and Technological D
- Changchun Automotive Economic Trade

Deportes
- Changchun Yatai

Transporte
- Metro de Changchun

## Ciudades hermanas
Changchun está hermanada con:
| - Sendai, Miyagi. (1980) - Minsk, Bielorrusia. (1992) - Ulsan, Corea del Sur. (1994) - Ulan-Ude, Siberia. (2000) - Wolfsburgo, Baja Sajonia, Alemania. (2006) - Birmingham, Inglaterra, Reino Unido. - Cheliábinsk, Ural, Rusia. - Flint, Míchigan, Estados Unidos. - Little Rock, Arkansas, Estados Unidos. - Masterton, Wellington, Nueva Zelanda. - Novi Sad, Voivodina, Serbia. - Novosibirsk, Siberia, Rusia. - Nuuk, Groenlandia. - Quebec City, Canadá. - San Petersburgo, Noroeste, Rusia. | - Stonington, Connecticut, Estados Unidos. - Székesfehérvár, Hungría. - Windsor, Ontario, Canadá. - Žilina, Eslovaquia. |